# たなか亜希夫
たなか 亜希夫（たなか あきお、1956年1月6日 - ）は、日本の漫画家。
宮城県石巻市出身。小池一夫の主宰した漫画・劇画製作者を養成する私塾「劇画村塾」出身。代表作は『軍鶏』など。

## 作品リスト
- ア・ホーマンス （原作: 狩撫麻礼、『週刊漫画アクション』）
- 迷走王 ボーダー （原作: 狩撫麻礼、『週刊漫画アクション』）
- 雪崩式ブレンバスター
- クラッシュ!正宗 （原作: 小林信也、『週刊漫画アクション』、双葉社）
- 南回帰線 （原作: 中上健次）
- 軍鶏 （原作: 橋本以蔵、『週刊漫画アクション』→『イブニング』、講談社）
- 下北沢フォービート・ソルジャー
- 侍・にっぽん
- らっきーまん（『コミックバーガー』、スコラ）
- 人が人を愛することのどうしようもなさ （原作: 石井隆）
- 20世紀伝説 （原作: 石井隆）
- フジワラくん （『週刊ヤングサンデー』、小学館）
- 幸福になりたい
- Glaucos グロコス（『モーニング』、講談社）
- かぶく者（原作：デビッド宮原、『モーニング』）
- 喧嘩猿（原作：きうちかずひろ、『イブニング』）
- リバースエッジ 大川端探偵社（原作：ひじかた憂峰、『週刊漫画ゴラク』、日本文芸社）
- リバーエンド・カフェ（『漫画アクション』、双葉社）
- 隠密教師キド（『グランドチャンピオン』、秋田書店）
- ボタン・ダウンＳｔ．（『ヤングコミック』少年画報社、1981年）

## アシスタント
- 仲能健児[5]